# Sirone (epicureo)
Sirone (in greco antico: Σίρων?, in latino Siron; inizio I secolo a.C. – Napoli, anni 20 a.C.) è stato un filosofo greco antico epicureo.

## Biografia
Forse di origine orientale, fu contemporaneo di Filodemo di Gadara, che lo cita con rispetto, e amico di Cicerone.
Sirone si stabilì a Napoli, sulla collina di Posillipo, in una villa di sua proprietà, dove tenne una scuola di osservanza epicurea; la sua notorietà è attestata dal fatto che Cicerone lo accomuna a Filodemo come uomo perbene e dotto (optimus e doctissimus), in associazione all'interlocutore epicureo di uno dei propri dialoghi.
La scuola, dunque, era luogo di ritrovo e studio per molti romani delle classi dirigenti, frequentata anche dal giovane Virgilio che alla sua morte lo avrebbe ricordato come Sileno, nella VI ecloga, e che ne ereditò la villa. Se l'omaggio è post mortem, Sirone dovrebbe essere morto tra il 42 e il 39 a.C., date di composizione e pubblicazione delle Bucoliche.